# Erianthemum taborense
Erianthemum taborense är en tvåhjärtbladig växtart som först beskrevs av Adolf Engler, och fick sitt nu gällande namn av Van Tiegh.. Erianthemum taborense ingår i släktet Erianthemum och familjen Loranthaceae. Inga underarter finns listade i Catalogue of Life.